# Passage du Prado
Die Passage du Prado ist eine überdachte Ladenpassage mit Glasdach aus dem 19. Jahrhundert im 10. Arrondissement in Paris. Die Passage du Prado ist ein schützenswertes Denkmal (monument historique).

## Lage
Die Passage du Prado beginnt 16, Boulevard Saint-Denis und endet 16, Rue du Faubourg Saint-Denis. Sie befindet sich in einem gemischten Wohn- und Geschäftsviertel außerhalb der ehemaligen, im 17. Jahrhundert abgerissenen Stadtmauern, an deren Stelle die Grands Boulevards geschaffen wurden.
Die Passage du Prado wird als etwas zwielichtig eingeschätzt, zum einen wegen der vielen Nagelstudios, die für die Anwohner lästig sind, als auch wegen ihres desolaten Zustands und der dort herrschenden Unsicherheit. 2014 haben die Anwohner des Viertels eine Vereinigung gebildet mit dem Ziel, das Image der Passage zu verbessern: Eine entsprechende Petition mit 200 Unterschriften wurde an damaligen Bürgermeister, Bertrand Delanoë, überreicht.
Strasbourg – Saint-Denis ist die nächste Metrostation mit der  , die Paris vom Norden nach Süden durchquert.
Weitere Passagen befinden sich in der Nähe: Passage Brady (10. Arrondissement), Passage du Caire (2. Arrondissement), Passage Bourg-l’Abbé (2. Arrondissement) und Passage du Grand-Cerf (2. Arrondissement).

## Namen
Die Passage wurde 1830 nach dem Museum Prado in Madrid benannt. Vorher hieß sie „Passage du Bois–de–Bologne“ nach einem benachbarten Tanzsaal dieses Namens. Ihren heutigen Namen erhielt die Passage 1930.

## Gestaltung
Sie besteht aus zwei geradlinigen, rechtwinklig aufeinandertreffenden und beidseitig mit Läden gesäumten Durchgängen. In ihrer Mitte ist die Verbindungsstelle der beiden Gänge zu einem runden, mit einer Art déco Glaskuppel überwölbten Platz ausgestaltet.

## Geschichte
Bei ihrer Eröffnung im Jahr 1785 verlief die „Passage du Bois–de–Bologne“ unter freiem Himmel, ein Zustand, der jahrzehntelang andauerte. Mit dieser frühen, noch vor-revolutionären Gründung ist sie eine der ältesten Ladenpassagen überhaupt. Allerdings erst im Jahr 1925 wurde ihr Glasdach im Expositions-Stil jener Jahre geschaffen. Die Gusseisenträger machen einen schweren und trotzigen Eindruck.
Am 26. März 2012 wurden Renovierungsarbeiten begonnen, die bis zum Juli des gleichen Jahres dauerten. Die Beleuchtung wurde von Yann Kersalé geschaffen.

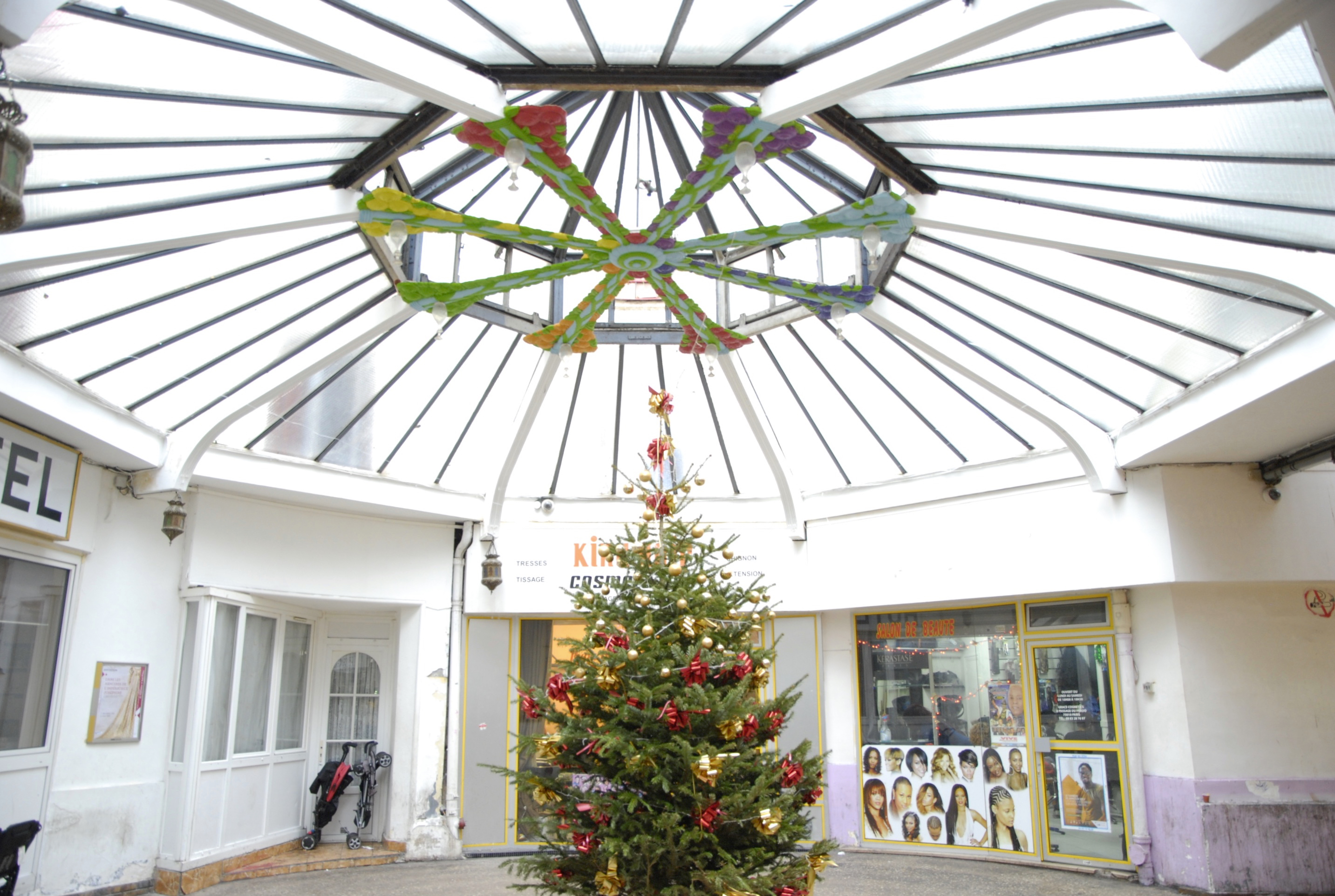
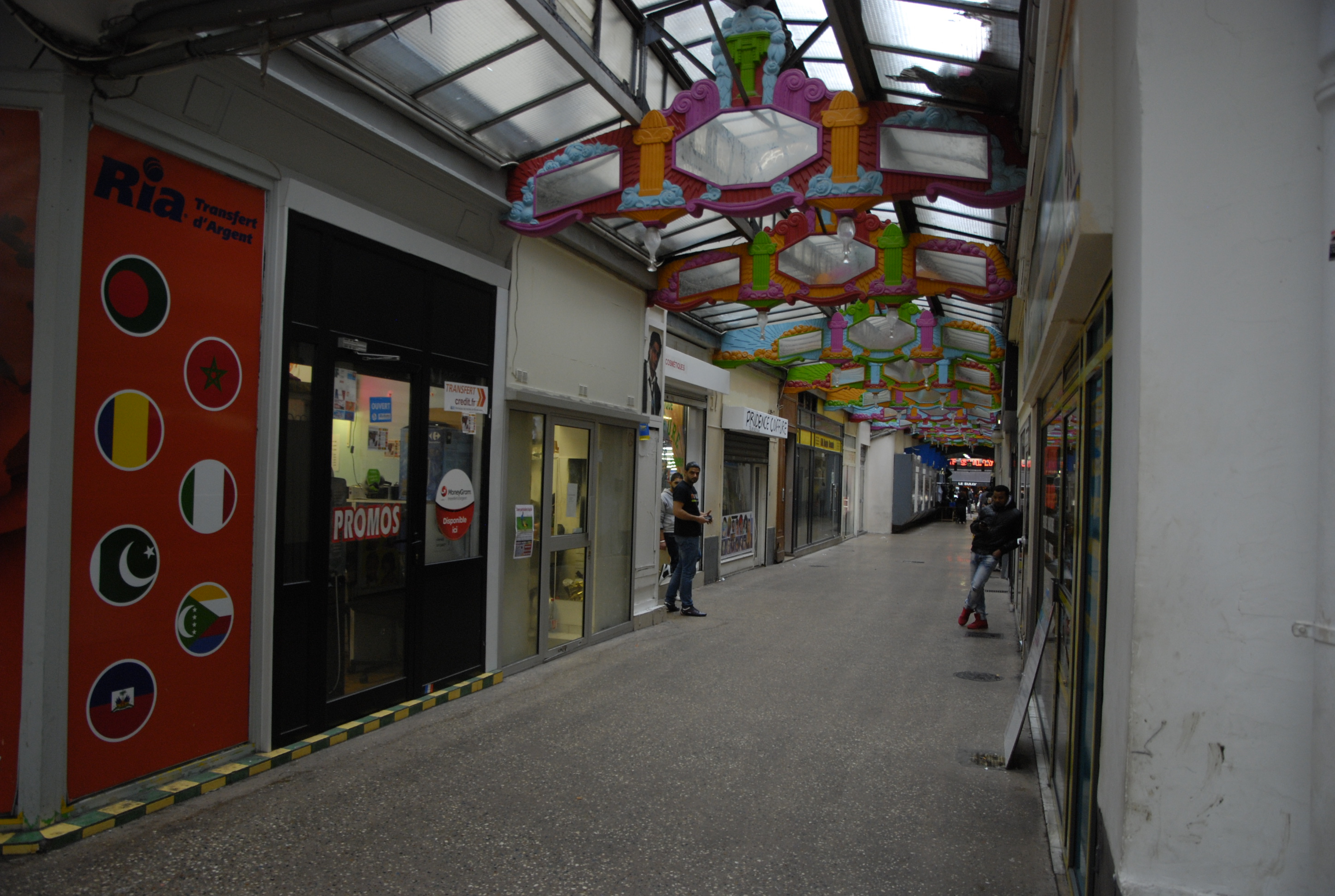
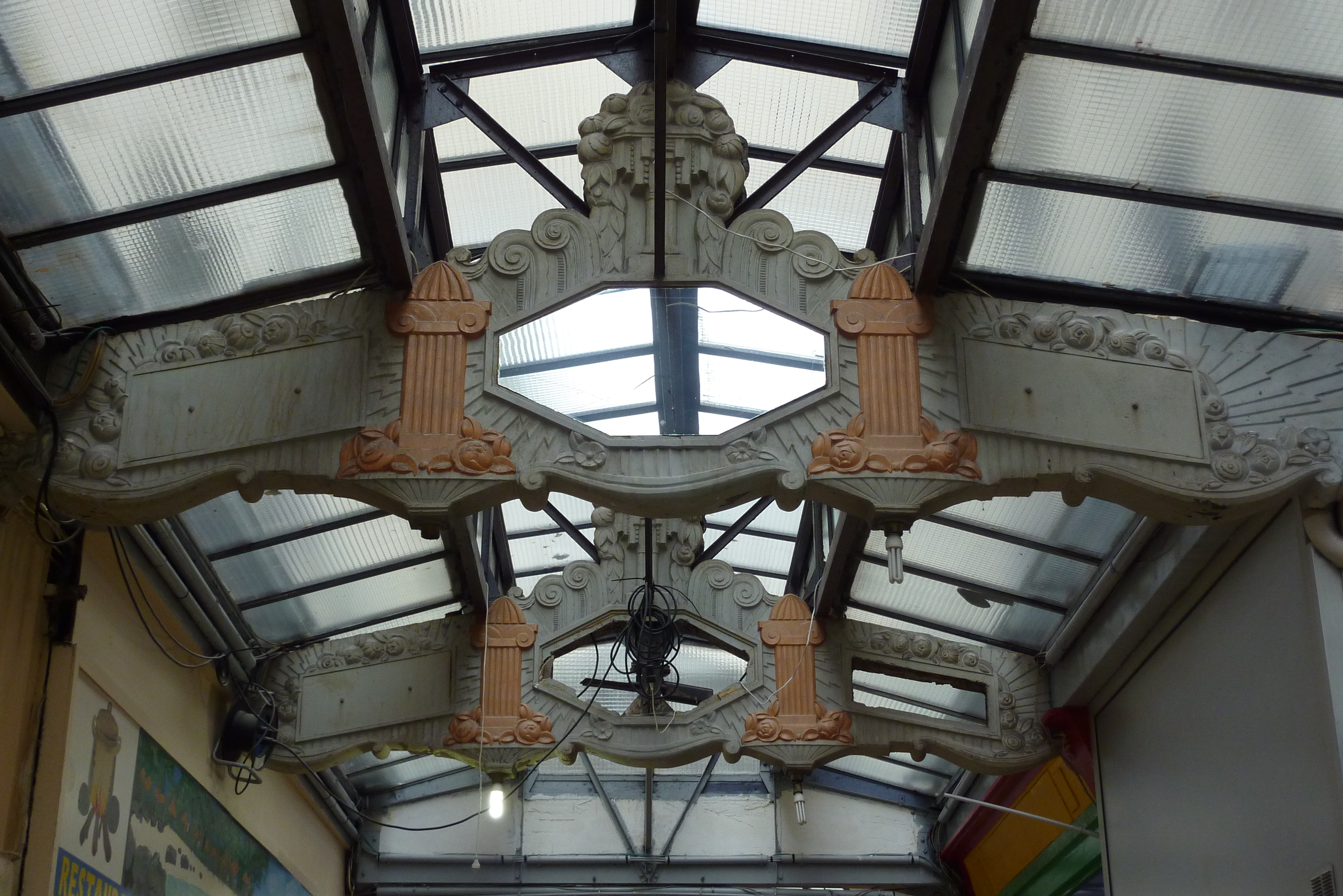
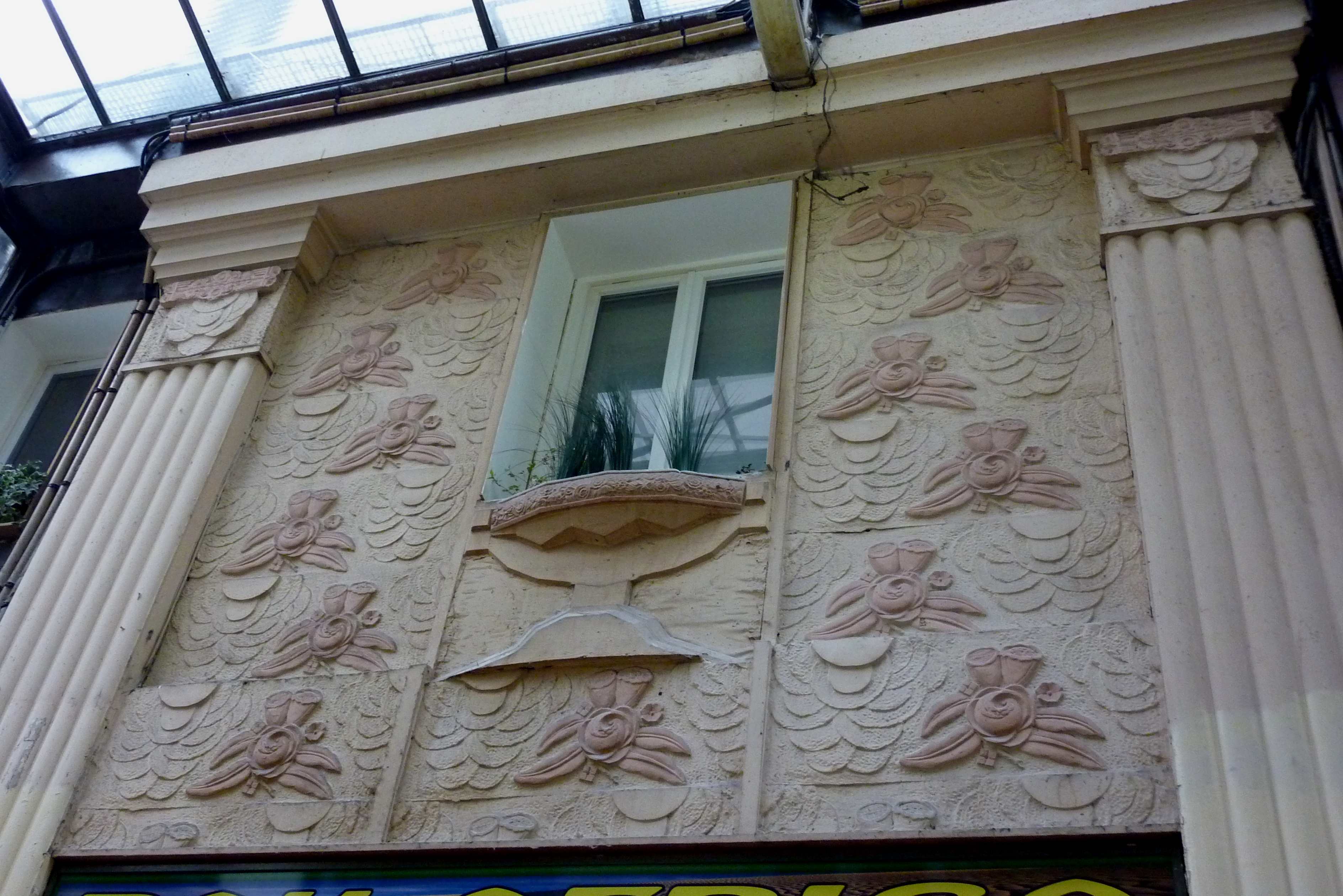
Fassade 1925
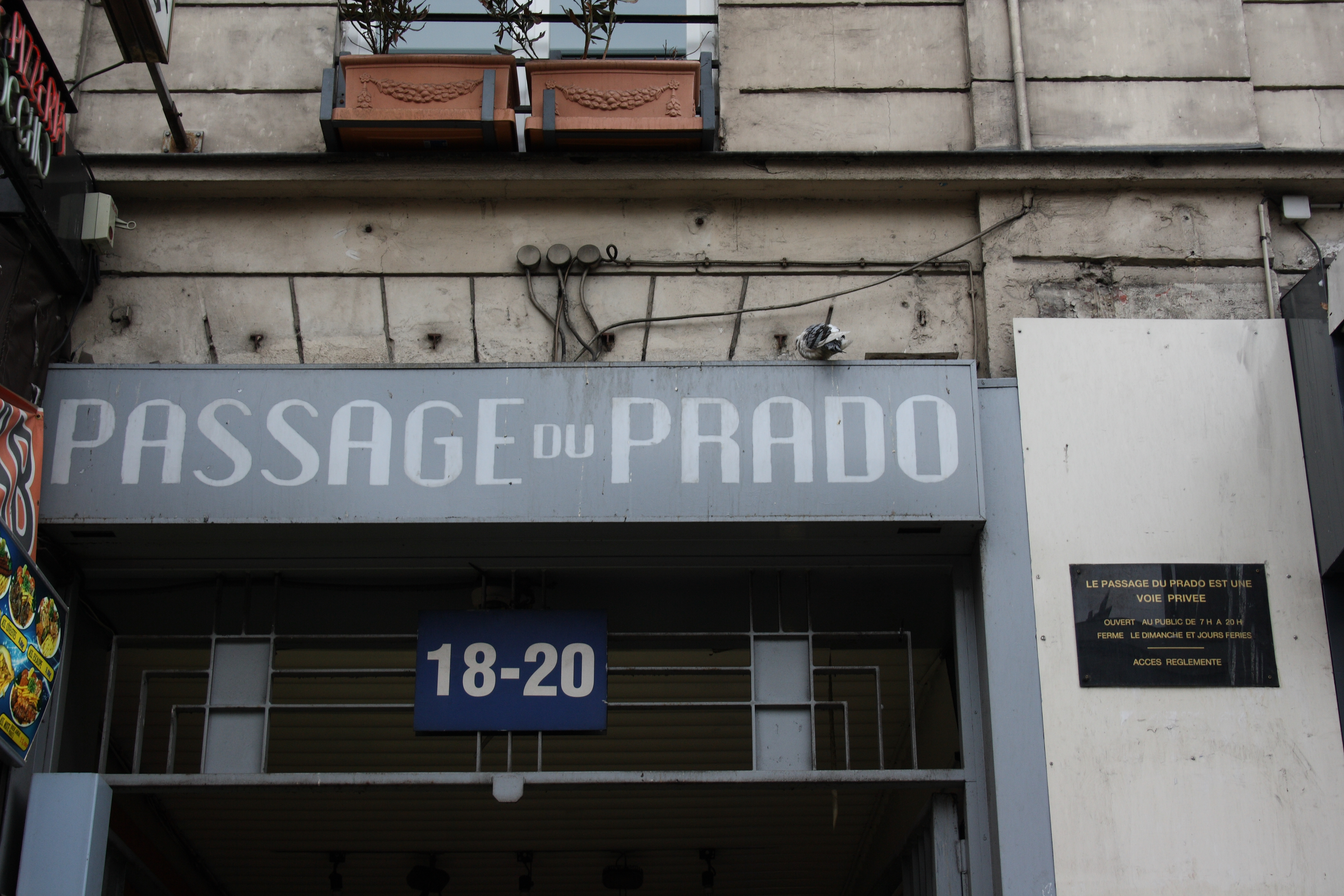
Eingang